# Club Baloncesto Zamora
El "'Club Baloncesto Zamora (CB Zamora) es un club profesional de baloncesto situado en la ciudad de Zamora (Castilla y León- España).
Disputa sus partidos en el Pabellón Municipal Àngel Nieto con capacidad para 2.200 personas. 
Tribuna con localidades numeradas, tribuna baja, preferencia y fondo.
En la temporada 2015/16 se clasificó como segundo del grupo AB de la EBA para disputar la fase de ascenso a LEB Plata en L'Hospitalet, pero no fué posible. Ese mismo verano debido a una reestructuración de la categoria LEB Plata llevada a cabo por la FEB (Federación Española de Baloncesto) y problemas económicos de equipos, el CB Zamora presentó su candidatura a ocupar plaza en LEB Plata. Después de que FEB comprobara que cumplia los requisito lo ascendió de categoria, suponiendo un hito para el club y el basket masculino de la ciudad.
En su primera temporada consiguió la salvación en la última jornada ante el Arcos Albacete Basket en el Àngel Nieto, ante mas de 1500 personas, el equipo que perdiera perdería la categoria.
Quedó en 12* posición, siendo el equipo mas en forma al termino de la liga regular con seis victorias consecutivas.
Plantilla 2016/17
Dani García (C)
Chris Hansen
Jeffrey Solarin
Sangone Niang
Sergi Lliufriu
Dani Lopez
Javier Cardito
C.Iza
Will Perry
Aaron Redpath
Johan Kody
Stefan Asanin
Entrenador:  Saulo Hernández

## Temporada por Temporada
| Temporada | Nível | Divisão    | Pos. | Pós Temporada            | TR    | PL  |
| --------- | ----- | ---------- | ---- | ------------------------ | ----- | --- |
| 1989–90   | 3     | 2ª Divisão | 1    | Playoffs de Promoção     | 20–4  | 1–2 |
| 1990–91   | 3     | 2ª Divisão | 3    | –                        | 21–5  | –   |
| 1991–92   | 3     | 2ª Divisão | 2    | Playoffs de Promoção     | 27–3  | 5–3 |
| 1992–93   | 2     | 1ª Divisão | 31   | Rebaixado                | 5–25  | –   |
| 1993–94   | 2     | 1ª Divisão | 29   | Rebaixado                | 12–18 | –   |
| 1994–95   | 2     | Liga EBA   | 2    | Segunda fase             | 20–6  | 2–4 |
| 1995–96   | 2     | Liga EBA   | 6    | Playoff inicial          | 16–14 | 0–2 |
| 1996–97   | 3     | Liga EBA   | 10   | Playoffs de Rebaixamento | 8–18  | 2–1 |
| 1997–98   | 3     | Liga EBA   | 7    | Playoffs de Rebaixamento | 13–13 | 2–0 |
| 1998–99   | 3     | Liga EBA   | 10   | –                        | 15–13 | –   |
| 1999–00   | 3     | Liga EBA   | 4    | –                        | 16–10 | –   |
| 2000–01   | 4     | Liga EBA   | 12   | –                        | 13–17 | –   |
| 2001–02   | 4     | Liga EBA   | 11   | –                        | 15–19 | –   |
| 2002–03   | 4     | Liga EBA   | 14   | –                        | 9–21  | –   |
| 2003–04   | 4     | Liga EBA   | 11   | –                        | 12–18 | –   |
| 2004–05   | 4     | Liga EBA   | 12   | –                        | 11–19 | –   |
| 2005–06   | 4     | Liga EBA   | 7    | –                        | 15–15 | –   |
| 2006–07   | 4     | Liga EBA   | 7    | –                        | 14–12 | –   |
| 2007–08   | 5     | Liga EBA   | 13   | –                        | 10–20 | –   |
| 2008–09   | 5     | Liga EBA   | 8    | –                        | 13–15 | –   |
| 2009–10   | 4     | Liga EBA   | 10   | –                        | 10–16 | –   |
| 2010–11   | 4     | Liga EBA   | 9    | –                        | 11–9  | 1–1 |
| 2011–12   | 4     | Liga EBA   | 10   | –                        | 11–9  | 0–2 |
| 2012–13   | 4     | Liga EBA   | 5    | –                        | 13–7  | –   |
| 2013–14   | 4     | Liga EBA   | 2    | Playoffs de Promoção     | 18–4  | 1–2 |
| 2014–15   | 4     | Liga EBA   | 4    | –                        | 19–7  | –   |
| 2015–16   | 4     | Liga EBA   | 4    | Playoffs de Promoção     | 19–7  | 1–2 |
| 2016–17   | 3     | LEB Plata  | 12   |                          | 11-19 |     |
| 2017–18   | 3     | LEB Plata  | 14   | Rebaixado                | 10-20 |     |